# هاکوب باگرادونیان
هاکوب باگرادونیان (ارمنی: Յակոբ Բագրատունեան؛ زادهٔ ۱ ژانویهٔ ۱۹۵۶) یک سیاستمدار ارمنی‌تبار اهل لبنان است.